# Diaspididae
I Diaspini (Diaspididae Targioni Tozzetti, 1868) sono una famiglia di insetti appartenente all'ordine dei Rincoti Omotteri, superfamiglia Coccoidea.
Nell'ambito delle cocciniglie, quella dei Diaspini è una delle famiglie più importanti, sia perché è la più ricca di specie (oltre 2.400), sia perché molte di queste sono di grande importanza economica per i danni causati alle coltivazioni. La peculiarità di questa famiglia consiste nella presenza di un follicolo che racchiude completamente il corpo della femmina adulta e delle neanidi (escluse quelle di prima età), da cui deriva il nome inglese armoured scales ("cocciniglia corazzata").

## Descrizione
La morfologia dei Diaspini è caratterizzata dal marcato carattere neotenico delle femmine e dalla complessa struttura del follicolo, che nel complesso rendono gli individui di questa famiglia facilmente riconoscibili e distinguibili dalle altre cocciniglie. Solo i Phoenicococcidae (con l'unica specie Phoenicococcus marlatti) e la piccola famiglia dei Conchaspididae presentano una certa affinità morfologica con i Diaspini. Queste famiglie si distinguono tuttavia dai Diaspini per l'assenza di un vero e proprio pigidio e per le caratteristiche strutturali e morfologiche dello scudetto protettivo.
La morfologia denota nel complesso un marcato adattamento alla fitofagia.

### Femmina

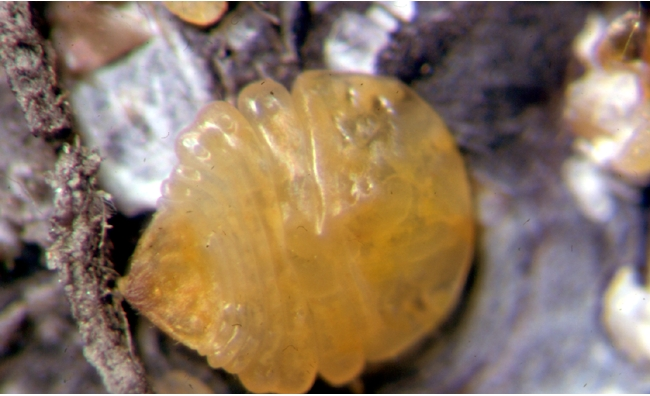
Femmina di Quadraspidiotus juglansregiae, a cui è stato rimosso il follicolo. A sinistra è visibile il pigidio.

La femmina adulta mostra una forte semplificazione morfologica, con scomparsa quasi totale della metameria e delle appendici. Il corpo, completamente nascosto dal follicolo, è di piccole dimensioni (1-2 mm), appiattito, di profilo generalmente ovale od oblungo, affusolato posteriormente, di colore variabile dal bianco al giallo, all'arancio, al rosso.
Il capo e il torace sono indistinti e fusi in una struttura morfologica detta cefalotorace. Le antenne sono ridotte ad abbozzi rudimentali, gli occhi sono assenti oppure sostituiti da macchie pigmentarie del tegumento, l'apparato boccale, disposto ventralmente, è di tipo pungente-succhiante è anch'esso semplificato, con rostro formato da un solo segmento. Gli stiletti mandibolari e mascellari sono notevolmente allungati, alloggiati in una tasca interna (crumena) quando non sono estroflessi. Le zampe sono del tutto assenti o ridotte a brevi abbozzi. Come nella maggior parte dei Coccoidei, gli stigmi sono in numero di due paia, localizzati nella faccia ventrale del cefalotorace.
L'addome mostra l'elemento morfologico di maggiore importanza, fondamentale per la determinazione sistematica: nella maggior parte dei Diaspini, gli ultimi uriti, dal IV o V al VIII, sono ridotti e si fondono a formare una struttura sclerificata, di forma subtriangolare, detta pigidio, portante l'apertura anale e la vulva. Il pigidio è usato, oltre alla funzione riproduttiva, per la costruzione del follicolo. L'apertura anale è disposta dorsalmente, è associata a sbocchi ghiandolari ed è priva sia di setole sia dell'anello sclerificato, che invece ricorre nella maggior parte delle altre famiglie. Sulla faccia ventrale del pigidio è invece presente la vulva, che si presenta come una fessura trasversale circondata da sbocchi ghiandolari.
Il margine posteriore del pigidio presenta piccole appendici di varia forma, ad alcune delle quali è associata una specifica nomenclatura. La presenza e il numero di queste appendici sono elementi di determinazione tassonomica:
- palette: lamine sclerificate a margine liscio, presenti in numero variabile da uno a quattro paia;
- pettini: lamine sclerificate a margine denticolato come i denti di un pettine;
- peli filiera: appendici allungate suddivise in 2-3 denti;
- spine: appendici coniche spiniformi;
- setole.

Nel complesso, queste strutture morfologiche sono utilizzate per modellare il secreto con cui è costruito il follicolo; dalla loro disposizione e dal loro numero dipende, in sostanza, la forma che assumerà il follicolo.
Al pigidio è associato un ricco sistema sistema secretore, composto da ghiandole tegumentarie pigidiali, il cui secreto è composto da glicoproteine (fondamentalmente seta), e da ghiandole tegumentarie ceripare, secernenti cera.
Le ghiandole sericipare pigidiali sono complessi di sette cellule, di cui una centrale più lunga e di dimensioni maggiori rispetto alle altre. Il dotto efferente di queste ghiandole ha forma e struttura diversa, perciò si distinguono i seguenti tipi:
- macrodotti a due barre: sono condotti di grosso calibro, relativamente brevi e forniti di due ispessimenti trasversali in corrispondenza del tratto prossimale, presso la ghiandola; sboccano sul dorso del pigidio o presso il suo margine;
- macrodotti a una barra: sono condotti di grosso calibro, relativamente lunghi e forniti di un solo ispessimento trasversale; come i precedenti, sboccano sul dorso o sul margine del pigidio;
- microdotti: sono condotti di piccolo calibro che sboccano in differenti parti, in generale nella faccia ventrale del pigidio, nei pettini e nei peli filiera e, infine, in altre parti del corpo.

Le ghiandole ceripare più importanti sono invece localizzate presso gli stigmi e presso la vulva; gli sbocchi si distribuiscono a cerchio intorno agli stigmi e alla vulva, formando struttura morfologiche dette dischi peristigmatici e perigenitali.

### Maschio

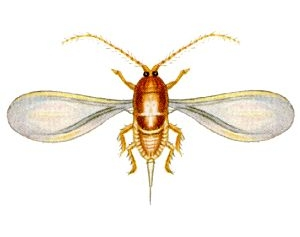
Maschio di Aulacaspis rosae.

Il maschio è un insetto di piccolissime dimensioni, dal corpo delicato e affusolato posteriormente, alato o attero. Il capo, poco distinto dal torace, è privo di occhi e provvisto di ocelli e antenne composte da 10 articoli. Le zampe sono mediamente lunghe. Le ali funzionanti sono ridotte al solo paio anteriore e hanno una venatura semplificata, composta due sole nervature longitudinali; le ali posteriori sono trasformate in bilancieri, di forma uncinata.
L'addome è composto da nove uriti. Caratteristica è la conformazione del IX urite: esso è sottile e allungato, simulante un processo spiniforme, concavo ventralmente, in modo da formare una doccia in cui è alloggiato un lungo pene. La conformazione dell'urite terminale e del pene è finalizzata a permettere la fecondazione delle femmine, protette all'interno del follicolo.

### Stadi giovanili
Gli stadi giovanili dei Diaspini sono rappresentati da due stadi di neanide ai quali si succedono, nei soli maschi, due stadi ninfali, denominati prepupa e pupa, in cui l'insetto è immobile e non si alimenta, utilizzando le riserve accumulate negli stadi di neanide. Pupa e prepupa differiscono dal maschio adulto per il differente grado di sviluppo degli abbozzi alari e dell'ultimo urite.
Le neanidi di 1ª età sono mobili e sprovviste di protezione. La loro funzione principale è quella di muoversi fino a insediarsi definitivamente nel sito di alimentazione; la morfologia è dunque finalizzata a svolgere questa funzione: sono provviste di brevi antenne pluriarticolate e di zampe funzionali. Gli stiletti boccali sono ripiegati in una tasca interna ventrale (crumena) e non saranno estroflessi fino al momento in cui l'insetto si insedia e incomincia ad alimentarsi.
Le neanidi degli stadi successivi (2ª e 3ª età nelle femmine, 2ª età nei maschi) sono sostanzialmente simili alle femmine adulte, con corpo protetto dal follicolo provvisorio.

### Follicolo

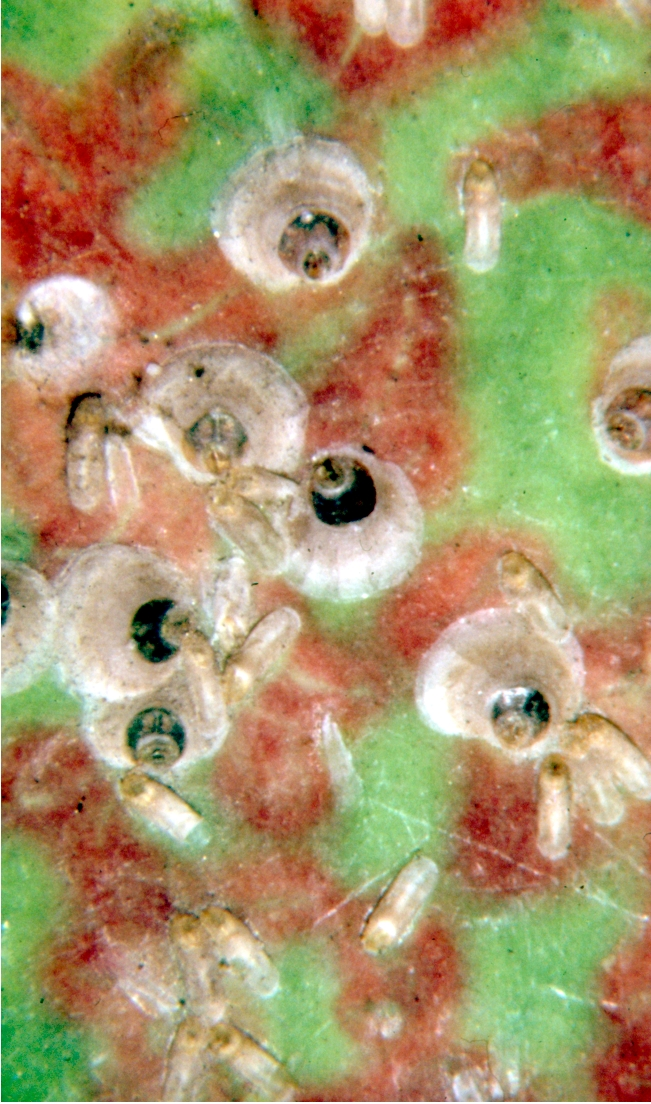
Follicoli di Parlatoria oleae. Quelli circolari sono di femmine adulte, in cui sono evidenti le exuvie incorporate. Quelli oblunghi sono invece di neanidi.

Il follicolo dei Diaspini è una protezione rigida che, a differenza di quella di altre cocciniglie, non aderisce al corpo dell'insetto. È formata da uno scheletro di fibre di seta immerso in un materiale cementante composto da cera, la cui presenza può giungere a quantità dell'ordine del 40%, e da polipeptidi, ottenuti soprattutto dalla polimerizzazione di serina e tirosina.
Alla produzione del follicolo concorrono le ghiandole pigidiali e secrezioni anali, mentre la costruzione è determinata da una serie di movimenti del corpo, del pigidio e delle palette: l'insetto si muove come un compasso intorno al punto in cui sono infilati gli stiletti boccali, secerne il materiale e lo modella con i movimenti delle palette e con il pigidio. Dalla conformazione delle appendici del pigidio e dalla disposizione delle ghiandole pigidiali dipende, in sostanza, la forma e l'aspetto del follicolo.
La struttura del follicolo è stratificata, in quanto alterna strati del materiale secreto e modellato ai resti delle exuvie degli stadi precedenti, che restano ben visibili nel follicolo definitivo. Il follicolo definitivo si espande anche ventralmente, formando una suola che separa l'insetto dal substrato. Nel complesso, perciò, il corpo della femmina adulta è completamente racchiuso all'interno di un involucro che presenta due aperture: una in corrispondenza dell'apparato boccale, l'altra in corrispondenza del pigidio, attraverso la quale si svolge la funzione riproduttiva, ovvero la copulazione e la fuoriuscita delle neanidi.
Questa struttura tipo presenta sostanziali differenze in funzione del sesso e del comportamento delle femmine secondo il gruppo sistematico:
- Le femmine tipo hanno un follicolo che incorpora i resti delle exuvie della prima e della seconda muta, mentre i follicoli provvisori vengono riassorbiti. Alla fine dello sviluppo si ha un follicolo definitivo che ricopre completamente il corpo della femmina adulta e che incorpora le exuvie di due stadi preimmaginali.
- Le femmine di alcuni generi non sono in grado di produrre il follicolo definitivo e restano racchiuse all'interno dell'exuvia della neanide di 2ª età, analogamente a quanto avviene nei Conchaspididae. Queste femmine sono dette pupillariali o criptoginiche.
- I maschi, avendo due soli stadi di neanide, sono protetti dal follicolo solo nello stadio di neanide di 2ª età. Il loro follicolo pertanto include solo i resti dell'exuvia della prima muta.

## Anatomia
L'anatomia dei Diaspini è fondamentalmente incentrata sulla nutrizione e la riproduzione, limitando alle funzioni essenziali le altre funzioni vitali. Gran parte del corpo delle femmine è infatti occupato dall'apparato digerente e dall'apparato genitale.
La peculiarità dei Diaspini risiede nella soluzione di continuità del tubo digerente: il mesentero è a fondo cieco ed è collegato al proctodeo da due fibre connettive. Le endosimbiosi sono rappresentate da microrganismi fungini localizzati in singole cellule (micetociti) sparse nel tessuto adiposo.

## Biologia

### Riproduzione
I Diaspini sono ovipari o, più frequentemente, ovovivipari o vivipari; si riproducono soprattutto per anfigonia, ma nel 17% delle specie è stata riscontrata la partenogenesi telitoca. L'etologia della riproduzione è incentrata sul dimorfismo sessuale e sulla neotenia delle femmine: queste, essendo del tutto immobili, attirano il maschio emettendo feromoni. Da parte loro, i maschi hanno vita brevissima, talvolta limitata a sole 24 ore, non si alimentano e dedicano la loro breve vita alla ricerca delle femmine. È stato riscontrato che la carenza di maschi inducono reazioni di agitazione nelle femmine: in assenza del maschio, la femmina matura estromette il pigidio dal follicolo, ritira gli stiletti boccali e cessa di alimentarsi e, infine, abbandona il follicolo ricoprendosi irregolarmente di seta.
Le uova sono deposte all'interno del follicolo, perciò in tutti i casi sono le neanidi a fuoriuscire dall'apertura posteriore del follicolo. La prolificità non è elevata: in media ogni femmina depone 50-150 uova o neanidi; solo alcune specie arrivano a una prolificità di 600 individui per femmina.

### Ciclo

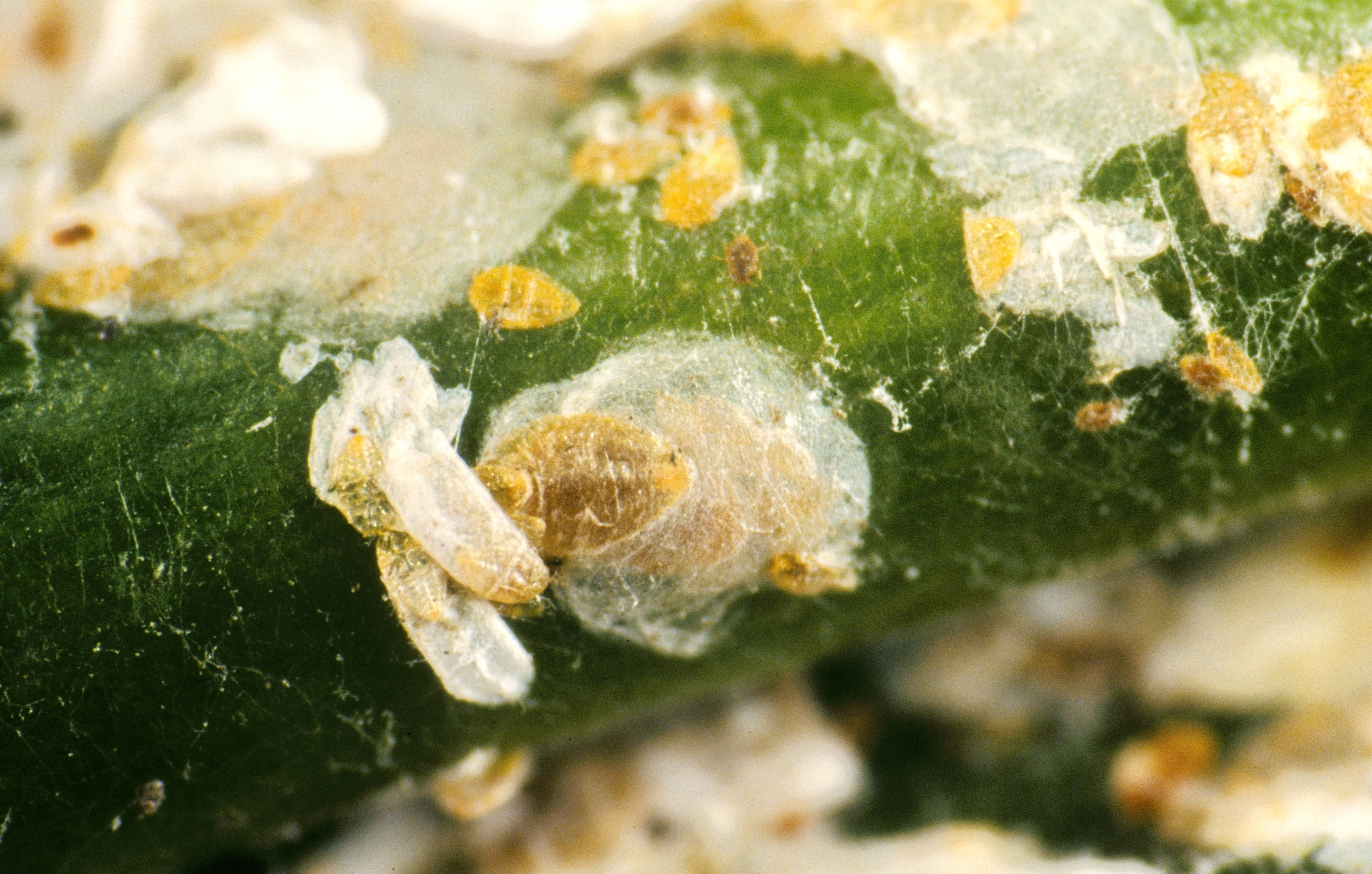
Colonia di Aulacaspis yasumatsui. Si intravedono neanidi mobili (piccole e gialle), neanidi di 2ª età (follicoli oblunghi) e femmine adulte (follicoli subcircolari).

Il ciclo dei Diaspini è strettamente legato a fattori climatici, per cui può svolgersi con un numero variabile di generazioni l'anno, da 1 a 6. Data la breve vita dei maschi, la fase svernante è rappresentata in gran parte dalle femmine adulte e dalle neanidi di 2ª età.
Lo sviluppo postembrionale è di tipo catametabolico nelle femmine e neometabolico nel maschio:
- nelle femmine:

uovo → neanide 1ª → neanide 2ª → femmina adulta
- nei maschi:

uovo → neanide 1ª → neanide 2ª → prepupa → pupa → maschio adulto
Lo stadio adulto delle femmine passa attraverso due fasi, una di femmina immatura, assimilabile a una neanide di terza età, e uno di femmina matura; la differenza fra le due fasi risiede nello sviluppo del follicolo definitivo e degli ovarioli, in ogni modo fra le due fasi non intercorre alcuna muta.

### Alimentazione
I Diaspini sono insetti per lo più polifagi. L'alimentazione ha luogo a spese dei succhi cellulari prelevati dalle cellule dei tessuti parenchimatici. Le infestazioni di Diaspini si rinvengono perciò su vari organi: sul fusto, sui rametti, sulle foglie e sui frutti.
La particolare conformazione dell'apparato digerente, con l'interruzione fra il mesentero e il proctodeo, ha riflessi sulla fisiologia dell'escrezione dei Diaspini: questi insetti, infatti, non producono melata e il proctodeo limita la sua funzione all'escrezione del prodotto dei tubi malpighiani. Il metabolismo dei glucidi e delle sostanze azotate sfrutta soprattutto il sistema secretore esocrino come sistema escretore, in quanto i Diaspini utilizzano le sostanze di scarto per la costruzione del follicolo.

## Danni

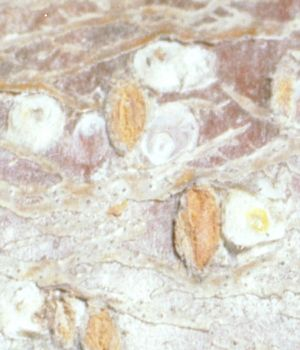
Pseudaulacaspis pentagona, nota come "cocciniglia bianca del pesco", è una delle principali avversità del pesco.

La dinamica di popolazione dei Diaspini è condizionata dalla loro ridotta prolificità, perciò non si osservano, in questa famiglia, le repentine pullulazioni tipiche di altri sternorrinchi. D'altra parte questi insetti, per la loro sedentarietà, tendono nel tempo a formare aggregazioni numerose, con infestazioni che possono evidenziarsi anche con la stratificazione dei follicoli sulla corteccia degli organi infestati.
L'aggressività nei confronti della pianta ospite è notevole: una volta insediate, queste cocciniglie non ritraggono più gli stiletti boccali e si alimentano in continuazione; l'immissione della saliva induce reazioni, nei tessuti attaccati, che si manifestano con alterazioni cromatiche e con disorganizzazione istologica. Gravi attacchi conducono a un deperimento progressivo che può avere un esito letale.
I fattori che predispongono alle infestazioni sono diversi. Esiste una recettività biologica differenziale, da parte delle piante, ma non meno importanti sono le concimazioni irrazionali, che esaltano la recettività, e le tecniche fitoiatriche ad alto impatto ambientale in quanto, agendo principalmente sull'entomofauna utile, elimininano i principali agenti di controllo naturale di queste cocciniglie.
La predisposizione all'infestazione è strettamente legata alla mobilità delle neanidi di 1ª età: una ridotta mobilità favorisce infatti la concentrazione e la formazione di aggregazioni, in quanto le neanidi tendono a insediarsi definitivamente a breve distanza dalla loro madre. A tal proposito è singolare l'azione favorevole delle polveri cittadine sulle infestazioni di diaspini: le particelle di polvere ostacolano da un lato il movimento delle neanidi e, nello stesso tempo, l'azione dei nemici naturali.
All'aggressività e alla polifagia si aggiungono, come fattori di danno, la notevole resistenza dei Diaspini ai trattamenti chimici. Il follicolo delle forme immobili rappresenta un'efficace protezione nei confronti degli agenti chimici e l'unico stadio vulnerabile è per lo più quello delle neanidi mobili. In passato i trattamenti contro i diaspini si basavano largamente sull'impiego di principi ad alto impatto ambientale:
- trattamenti invernali con oli minerali antracenici e gialli;
- trattamenti invernali con polisolfuri;
- trattamenti al verde con oli bianchi attivati con esteri fosforici;
- fumigazioni a base di acido cianidrico eseguite da personale specializzato.

Emblematico era il ricorso alle fumigazioni negli agrumeti e nei frutteti, come rimedio estremo nel controllo di alcuni diaspini di difficile controllo con altri mezzi chimici (es. Quadraspidiotus perniciosus, Chrysomphalus dictyospermi, ecc.).
Nel complesso, alcune decine di specie di diaspini rientrano nel novero degli insetti ad alto rischio, responsabili di ingenti danni economici, soprattutto in regioni ad alta vocazione frutticola e agrumicola, e soggetti a regolamenti fitosanitari.

## Nemici naturali

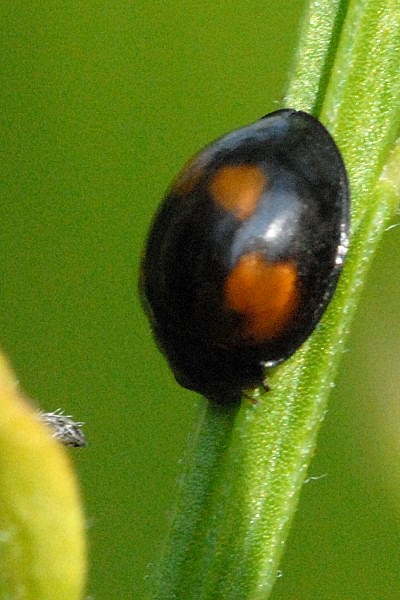
Exochomus quadripustulatus, uno dei predatori più attivi contro i Diaspini.

Fra i predatori i principali agenti naturali di controllo fanno capo ai Coleotteri Coccinellidi (es. Chilocorus bipustulatus, Exochomus quadripustulatus).
I parassitoidi fanno capo per lo più a due famiglie di Imenotteri Calcidoidei, Aphelinidae ed Encyrtidae, alcuni dei quali impiegati anche in lotta biologica.
Fra i predatori oofagi si rivela attivo l'acaro Hemisarcoptes malus, che secondariamente preda anche gli adulti.

## Difesa
La lotta chimica ai Diaspini resta tuttora problematica, per i motivi sopra esposti, a causa dei risultati parziali. Gli interventi più efficaci consistono nei trattamenti a base di oli bianchi, preferibilmente attivati con fosforganici (es. Fenitrotion), da eseguire contro le neanidi mobili. Data la scalarità delle nascite è in genere necessario intervenire con due trattamenti distanziati e, comunque, l'efficacia è strettamente legata alla coincidenza dell'intervento con il periodo di massima intensità delle nascite. I trattamenti adulticidi con oli minerali si rivelano invece inutili, mentre risultati parziali si ottengono con l'impiego di insetticidi citotropici. Su infestazioni circoscritte, per lo più in ambito domestico, è preferibile la rimozione meccanica mediante spazzolatura degli organi attaccati, facendo seguire eventualmente un trattamento con oli bianchi attivati.
La prevenzione, utile per limitare i rischi di infestazione, si applica con l'adozione di pratiche agronomiche razionali, in particolare moderando le concimazioni azotate e intervenendo con potature di diradamento.
Di fondamentale importanza è, in ogni modo, l'inquadramento di tutti gli interventi nel contesto della lotta integrata: i nemici naturali, infatti, svolgono un ruolo non trascurabile nel mantenere le popolazioni di diaspini sotto la soglia di danno, perciò i migliori risultati nella lotta a queste cocciniglie si ottengono in agrosistemi poco degradati, dotati di un sufficiente grado di biodiversità e sottoposti a interventi chimici a basso impatto.

## Sistematica
La famiglia comprende oltre 2.400 specie ripartite fra 393 generi. La tassonomia interna, a livello di sottofamiglie e tribù, adottata in letteratura non è uniforme e si ricorre talvolta a classificazioni artificiali, come quella che suddivide la famiglia in due raggruppamenti formali che fanno capo alle due sottofamiglie più grandi, Diaspidinae e Aspidiotinae.
Uno schema tradizionale suddivide la famiglia nelle seguenti sottofamiglie e tribù:
- Sottofamiglia Odonaspidinae
  - Tribù Odonaspidini
- Sottofamiglia Parlatoriinae
  - Tribù Parlatoriini
  - Tribù Leucaspidini
- Sottofamiglia Aspidiotinae
  - Tribù Aspidiotini
- Sottofamiglia Diaspidinae
  - Tribù Diaspidini

Va in ogni modo precisato che c'è ancora una larga incertezza sulla classificazione intermedia a causa della disformità dei criteri di determinazione tassonomica su base morfologica.
Le chiavi di determinazione a livello di specie e genere prendono in considerazione soprattutto la morfologia del pigidio nelle femmine adulte e negli stadi preimmaginali, mentre non esistono chiavi di determinazione che interessano i maschi.